# Chi Draconis
Chi Draconis is een tweevoudige ster met een spectraalklasse van F7.V en K0.V. De ster bevindt zich 26,28 lichtjaar van de zon.